# キヒサカミタカヒコ
キヒサカミタカヒコ（伎比佐加美高日子、伎比佐加美高日古、枳比佐可美高日子、枳比佐可美高日古）は、『出雲国風土記』に登場する神。

## 概要
『出雲国風土記』出雲郡の神名火山条に登場する。漆治郷条のアマツキヒサカミタカヒコ（天津枳比佐可美高日子）と同一神かとされる。

## 記述

### 出雲国風土記

#### 出雲郡
漆治郷。郡家の正東五里二百七十歩にある。神魂命の御子である天津枳比佐可美高日子命の御名をまたは薦枕志都治値（こもまくらしつちち）といった。この神は郷の中に鎮座していらっしゃる。よって、志丑治（しつち）とされた。神亀三年に字を漆治とした。正倉がある。
神名火山。郡家の東南三里百五十歩にある。高さは百七十五丈で、周りは十五里六十歩。曽枳能夜の社に鎮座していらっしゃる、伎比佐加美高日子命の社がこの山の峰に所在する。ゆえに神名火山とされた。

## 考証
神名の意義は「キヒサの地処を見守る高照る日の御子神」とされている。「キヒサ」の語を名に持つことから、『古事記』に登場する出雲国造の祖であるキヒサツミと関係があるとされており、「ミ」＝「精霊」から「カミ」＝「神」へ成長したとして同一視する説や、起源を共有する神と人であると解釈する説が提唱されている。一方、「美」は甲類のミであるため、「カミ」＝「上」として山の上に鎮座する意であると考える見方もある。
『出雲国風土記』には同じく「高日子」とされるアヂスキタカヒコ（阿遅須枳高日子、阿遅須伎高日子）が登場しており、楯縫郡の神名樋山条では后神が御子を出産し、仁多郡の三津郷条では顎髭が八握（やつか）に伸びても昼夜泣いてばかりで、言葉を発することができなかったと記されている。両神ともにカンナビ山に記述があり、さらにキヒサカミタカヒコとキヒサツミの類似性を考慮するとものを言うことのできない御子（キヒサツミの説話ではホムチワケが該当）の物語に登場するという点でも共通しているため、キヒサカミタカヒコ（キヒサツミ）はアヂスキタカヒコの神話と習合されているのではないかとする説がある。また、アヂスキタカヒコと同様に雷神の性格を持つと見るほか、先述した『出雲国風土記』での雨乞い及び水源を発見するといった神話から「高日子」には水を恵む高地の神を示す意があるともされる。
漆治郷条の神は古写本全てで「天津枳値可美高日子命」としているが、神名火山条の「伎比佐加美高日子命」から諸注釈では「値」を「比佐」と校訂することがある。「天津枳比佐可美高日子命」とした場合は同じキヒサカミタカヒコの神と判断され、天平11年『出雲国大税賑給歴名帳』で「出雲積（いづもつみ）」氏が出雲郡建部郷・漆治郷・出雲郷に多く見られるという、「ツミ」分布とキヒサカミタカヒコ信仰との近接が論じられている。ただし、写本によっては「値」が「佐」「位」と似た字になっているとの指摘はあるものの、「値」以外の例がない点を重視しアマツキチカミタカヒコ（天津枳値可美高日子）のままとして別神と見る説もある。「天津枳値可美高日子命」とした場合は「枳値可美」を「来近見」とし、天から地にやって来て見守る高く光る太陽の御子神と解釈されるが、文節から考えて「枳値」を地名と捉える向きもある。また、「天津」が冠せられた理由をカミムスヒ（神魂）の御子という「天」と関連した属性に求める説がある。別名として記される「薦枕志都治（沼）値」の「薦枕」は「シツ」に係る語とされる。コモマクラシツチチは低地の霊（チ）を指すより古い神名であり、水田開発が行われた時代に低地を利用する湿田から雨水を利用する乾田への移行が起きた結果、新たな「天」の要素を帯びた神格へと統合するに至ったのではないかとの推測もある。

## 祀る神社

### 伎比佐加美高日子命
- 曽枳能夜神社（島根県出雲市斐川町神氷） - 主祭神  - 式内社の曾枳能夜神社、『出雲国風土記』出雲郡の曾伎乃夜社（審伎乃夜社）に比定される。神名火山（現：仏経山）が当社の神体であり、かつて本殿の背後にあったタブの大木（現在は既に伐採）が祭祀を行う神籬であったとされている[10]。

### 天津枳値可美高日子命（薦枕志都沼値命）
- 都牟自神社（島根県出雲市斐川町直江） - 主祭神  - 社伝では『出雲国風土記』にある漆治郷の旧跡を当地とする[11]。
- 都牟自神社（島根県出雲市斐川町福富） - 主祭神  - 社伝では『出雲国風土記』所載の社とする[11]。